# Lithostege cycnaria
Lithostege cycnaria là một loài bướm đêm trong họ Geometridae.